# 雅乌帕西
雅乌帕西是巴西戈亚斯州的一个市镇。总面积527.2平方公里，总人口3154人，人口密度6人/平方公里。